# Muhammad al-Shaykh al-Saghir
Muḥammad al-Shaykh al-Ṣaghīr (in arabo محمد الشيخ الصغير‎?; ... – 30 gennaio 1655) fu un sultano del Marocco, penultimo sovrano della dinastia sa'diana, era figlio del sultano Zaydan al-Nasir.
Salì al trono dopo che il fratello al-Walid ibn Zaydan venne assassinato da alcuni soldati dell'esercito (del corpo costituito da rinnegati francesi).

## Biografia
Dopo la morte di Zaydān al-Nāṣir nel 1627, venne proclamato sultano il figlio Abu Marwan Abd al-Malik II. Muḥammad al-Shaykh al-Ṣaghīr, assieme ai fratelli, Ahmad ibn Zaydan e al-Walid ibn Zaydan, prese parte ad una ribellione contro ʿAbd al-Malik II. Entro il giugno del 1628 ʿAbd al-Malik II riuscì a sedare le rivolte dei fratelli e confiscò i loro beni.
Dopo che ʿAbd al-Malik II venne assassinato nel 1631 a seguito di un complotto organizzato dal fratello al-Walīd, Muḥammad e alcuni dei suoi cugini vennero fatti imprigionare da al-Walīd per paura che si rivoltassero contro di lui.
Ad un certo punto del suo regno, al-Walīd iniziò ad avere grossi problemi finanziari e non riuscì più di pagare i soldati, i comandanti dell'esercito vennero a lamentarsi con il sultano, dicendogli che non avevano più nemmeno il denaro per comprare del cibo, al-Walīd rispose loro in modo offensivo, schernendoli della loro condizione. Quattro soldati infuriati (dei rinnegati francesi) lo uccisero il 21 febbraio 1636. Il fratello Muḥammad al-Shaykh al-Ṣaghīr fu liberato dal carcere e proclamato sultano. Si rivelò un sultano tranquillo, che divenne molto popolare tra la popolazione.

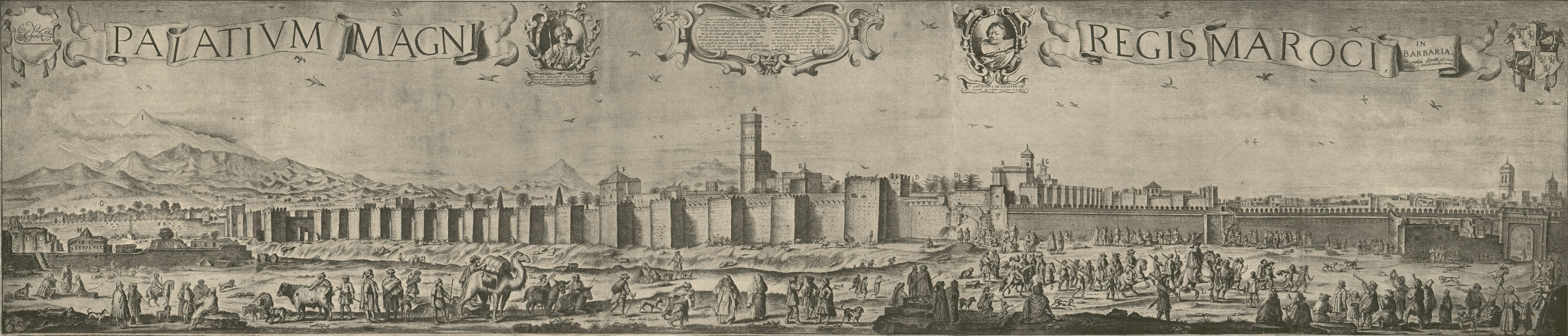
Marrakesh e il Palazzo El Badi, Adriaen Matham, 1640.

Il suo esercito fu sconfitto a Tazerwalt da Sīdī ʿAlī, signore del Sous che non riconosceva più l'autorità sa'diana. La regione di Tafilalet cadde sotto il controllo degli Alawiti, anche loro shurafāʾ come i sa'diani.
Nel 1638 firmò un trattato con re Carlo I d'Inghilterra, convincendo i mercanti inglesi a non fare affari con i nemici del sultano. La confraternita mistica sufi della zāwiya di Dila divenne una potenza militare, non riconoscendo l'autorità sa'diana, il sultano inviò un ambasciatore ai mistici, Abū ʿAbd Allāh al-Marrākushī, per intimar loro che riconoscessero la sua autorità, ma questi ultimi non accettarono e il sultano affrontò la zāwiya di Dila nei pressi del fiume Wādī al-ʿAbīd, venendo sconfitto il 26 ottobre del 1638.
Il suo potere si limitò alla città di Marrakesh e alla sua regione.
Nel 1640 giunse a Marrakesh un'ambasciata olandese guidata da Anthonis de Liederkerck, al cui seguito si trovava anche il pittore Adriaen Matham. Quest'ultimo definì il palazzo El Badi (il palazzo reale della dinastia sa'diana) una "meraviglia del mondo" e lo descrisse in questo modo:
Morì il 30 gennaio 1655 e gli succedette al trono il figlio Aḥmad al-ʿAbbās, l'ultimo sultano della dinastia sa'diana.